# Les Monstres du fond des mers
Sur la Trace des Dinosaures Sur la terre des geants
Les Monstres du fond des mers (en anglais : Sea Monsters) est une mini-série documentaire télévisée en trois parties, diffusé pour la première fois sur la chaine anglaise BBC en 2003, crée par Impossible Pictures et produites par le BBC Natural History Unit, Discovery Channel et ProSieben. Dans la lignée de Sur la trace des dinosaures, épisodes spéciales de la série documentaire Sur la terre des dinosaures, Les Monstres du fond des mers met en vedette le présentateur britannique Nigel Marven en tant que zoologiste « voyageant dans le temps » à travers sept périodes différentes de la préhistoire, plongeant dans les « sept mers les plus meurtrières de tous les temps », rencontrant et interagissant avec les divers créatures préhistoriques qui les habitent. La série est racontée par Karen Hayley.
Comme pour les précédents documentaires de la franchise Sur la terre de..., Les Monstres du fond des mers recrée des animaux disparus grâce à une combinaison d'images générées par ordinateur et d'animatroniques, incorporées dans des séquences d'actions en prise de vues réelles à divers endroits. Les effets visuels de ce documentaire, comme pour les séries précédentes, reçoit des éloges et remporte un BAFTA TV Award. Pour son rôle de présentateur de la série, Marven est nommée pour une Royal Television Society pour le programme. Bien que certains critiques aient loué le style de présentation énergique et enthousiaste « saisissant les animaux » de Marven, d'autres considèrent qu'un présentateur d'une faune est inutile ou même « condescendant », parallèlement aux débats sur les mérites des présentateurs des faunes dans des documentaires sur les animaux modernes.
Un livre d'accompagnement, Sea Monsters: Prehistoric Predators of the Deep (publié sous le titre Chased by Sea Monsters: Prehistoric Predators of the Deep aux États-Unis, aucune version française n'étant officiellement sorti), est co-écrit par Marven et Jasper James, producteur et réalisateur de la série. Le livre reçoit des critiques positives, ces derniers notant que bien qu'il soit basé sur une série télévisée, il constitue également une source d'informations sur les créatures marines disparues. En 2011, une exposition basée sur la série, Sea Monsters Exhibition, a eu lieu au Bournemouth International Center dans le comté de Dorset, en Angleterre. En plus des images de la série, l'exposition présente des modèles grandeur nature de créatures marines modernes et préhistoriques ainsi que des informations sur les coulisses de la façon dont les animaux ont été reconstruits et « ramenés à la vie ».

## Prémisse
Suivant les traces de Sur la trace des dinosaures (2003), épisodes spéciaux de la série documentaire sur la nature Sur la terre des dinosaures, Les Monstres du fond des mers voit le zoologiste Nigel Marven voyager dans le temps pour rencontrer et interagir avec la vie préhistorique. Alors que les deux émissions spéciales précédentes se déroulaient sur terre et se limitaient à un seul décor, Les Monstres du fond des mers se concentre sur la vie aquatique de sept périodes géologiques différentes, entre 450 à 4 millions d'années. Participant à ce safari préhistorique avec son bateau The Ancient Mariner, Marven a pour objectif de plonger dans les sept mers les plus meurtrières de tous les temps, à la recherche des créatures marines parmi les plus dangereuses qui aient jamais existé.
Les « monstres marins » préhistoriques titulaires rencontrés tout au long de la série comprennent un orthocône géant (Cameroceras), un énorme céphalopode primitif, le poisson prédateur géant Dunkleosteus, des pliosaures géants, le cétacé primitif Basilosaurus et le Mégalodon, un des plus grands requins à avoir existé. La série culmine dans la « mer la plus meurtrière de tous les temps », l'océan du Crétacé. Surnommée  « l'aquarium de l'enfer », cette mer est considérée comme la plus dangereuse en raison du grand nombre de prédateurs différents présents, incluant des mosasaures de 17 mètres de long (Tylosaurus),,. En plus de fournir des informations sur les animaux rencontrés, la présence de Marven sert également à donner une idée de l'échelle et de l'effroi tout au long de la série.
Comme les spéciaux précédents, Les Monstres du fond des mers est une étape décisive par rapport aux documentaires à narration traditionnelle, tels que la série originale de 1999 de Sur la terre des dinosaures. En comparaison avec la série originale de Sur la terre des dinosaures, Les Monstres du fond des mers est considérablement plus orientée vers l'action, Marven interagissant fréquemment avec les animaux. Bien que le divertissement et l'aventure soient un objectif plus important que dans les entrées précédentes de la franchise, la série vise toujours à être un documentaire éducatif, intégrant des faits dans l'action et ayant l'intention d'enseigner aux téléspectateurs les animaux disparus qu'elle représente.

## Production

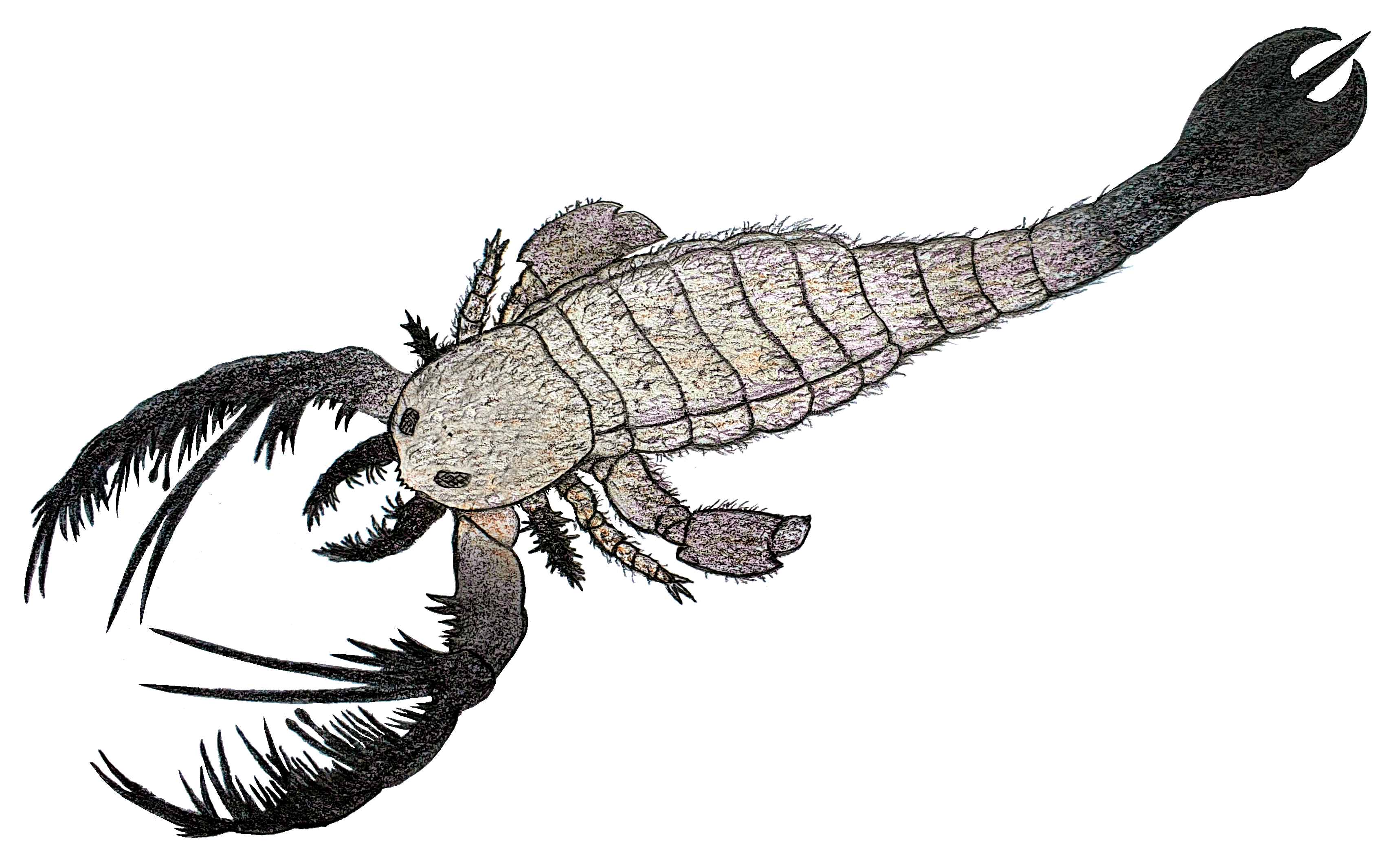
Reconstitution de Megalograptus ohioensis, le scorpion de mer qui apparait durant le début du documentaire et qui sera même tenu dans les mains de Nigel Marven, avant d'être relâchée. L'apparence et le comportement des scorpions de mer de la série ont été développés grâce à l'aide du paléontologue Simon Braddy.

Les Monstres du fond des mers est créé par Impossible Pictures, la même équipe de production étant à l'origines des précédents documentaires de la franchise Sur la terre de..., telles que Sur la terre des dinosaures, sortie en 1999, et Sur la terre des monstres disparus, sortie en 2001. Les mêmes technologies utilisées pour restaurer les animaux des précédents documentaires sont utilisées pour reconstruire les créatures et les environnements préhistoriques présentés dans Les Monstres du fond des mers, avec des animaux générés par ordinateur et par animatroniques ainsi que des images d'arrière-plan tournées dans des environnements naturels réels. Le tournage de la série prend plus de sept mois. Entre autres, les lieux de tournage comprennent les océans autour de la Nouvelle-Zélande, et les rives de la mer Rouge en Égypte. Le tournage au bord de la mer Rouge est fait secrètement car l'équipe de production a dû esquiver la police militaire égyptienne.
À la suite de son travail dans Sur la trace des dinosaures, Marven se rapproche avec Jasper James, producteur des deux épisodes et réalisateur de Sur la trace des dinosaures, à propos de Les Monstres du fond des mers. Marven a une grande passion pour les requins et en a déjà plongé et nagé avec les plus grands requins vivants d'aujourd'hui, ce qui conduit James à proposer l'idée d'un programme de voyage dans le temps dans lequel Marven s'immerge dans les mers les plus meurtrières de tous les temps, plongée avec les divers autres grands créatures marines préhistoriques. Marven se montre enthousiaste par le projet, le qualifiant de « perspective alléchante » dans le livre d'accompagnement de la série. La narratrice de la série est Karen Hayley.
Comme pour les séries précédentes, les animatroniques utilisées dans Les Monstres du fond des mers sont créées par la société d'effets spéciaux Crawley Creatures. Les effets visuels sont faites par la société d'effets visuels Framestore, qui avait également travaillé sur des séries précédentes de la franchise Sur la terre de.... L'équipe de Framestore travaille pendant plus d'un an pour livrer les dix-neuf créatures générées par ordinateur présentés dans la série. Au moment où les monstres marins entre en production, l'équipe de Framestore est déjà familière avec les techniques à utiliser en raison de l'expérience passée sur la série précédente. En conséquence, ils affinent leur processus de travail et passe plus de temps sur chaque créature. Alors qu'une soirée avait été le temps de rendu normal pour un plan avec des créatures en CGI dans les séries précédentes, un seul plan lorsqu'un Mégalodon passe devant la cage à requins de Marven dans Les Monstres du fond des mers prend deux semaines pour être rendu.
Au total, la série prend un an et demi à être terminée. BBC News rapporte que sa fabrication aurait coûté 3 millions de livres, tandis que Der Spiegel rapporte un coût de 8 millions d'euros (~5,3 millions de livres). Les Monstres du fond des mers est  annoncé aux côtés du reste des émissions d'automne 2003 de la BBC le 29 juillet 2003, commercialisées comme une « version sous-marine » de Sur la terre des dinosaures, avec des animaux marins préhistoriques recréés à l'aide d'images informatiques sophistiquées.
Selon James, producteur et réalisateur de la série, les animaux de ce documentaire sont reconstitués à partir « d'autant de sources que possible ». James poursuit en disant que « l'équipe de production aurait parlé à des paléontologues et des zoologistes afin que nous puissions être aussi précis que possible ». À titre d'exemple, les scorpions de mer, un groupe éteint d'arthropodes chélicérates auquel Marven les rencontres dans la séquence de l'Ordovicien, ont été développés et affinés sur la base de l'apport de Simon Braddy, paléontologue à l'université de Bristol. Selon Braddy, les modèles initiaux des scorpions de mer ne sont « pas très bons du tout », mais après des révisions basées sur la contribution de Braddy, il pense que la version finale des scorpions de mer est « parfaitement correcte », les animaux étant représentés aussi précisément que possible. Une scène motre les scorpions de mer se rassemblant sur une plage, ce qui, selon Braddy, correspond aux théories actuelles selon lesquelles les scorpions de mer se rassembleraient en masse sur les plages pour s'accoupler et/ou muer.

## Épisodes
| N° | Titre                                                | Réalisation  | Première diffusion                     |
| --- | ---------------------------------------------------- | ------------ | -------------------------------------- |
| 01 | Mer dangereuse Dangerous Seas                        | Jasper James | Royaume-Uni : 9 novembre 2003 sur BBC  |
| Séquence 1 - 450 millions d'années - Ordovicien Nigel voyage dans le temps jusqu'à la septième mer la plus meurtrière de tous les temps, durant la période de l'Ordovicien, vers 450 millions d'années, où il est attaqué par des scorpions de mers du genre Megalograptus et se retrouve plus tard face à un orthocône géant. Animaux apparaissant dans la séquence : - Megalograptus ohioensis (appelé « scorpions de mers ») - Trilobites non identifiés - poisson cuirassé non identifiés - Orthoceras (appelé « Nautiloïde Orthocère »). Séquence 2 - 230 millions d'années - Trias moyen Il explore ensuite la sixième mer la plus meurtrière, lors du Trias, vers 230 millions d'années, où il rencontre un couple de Nothosaurus, l'étrange reptile marin Tanystropheus et l'ichtyosaure prédateur primitif géant Cymbospondylus, que Nigel tient à distance en utilisant une aiguille à bétail. Animaux apparaissant dans la séquence : - Coelophysis - Peteinosaurus - Nothosaurus - Tanystropheus - Cymbospondylus - Des poissons actuelles sont aussi filmées. Séquence 3 - 360 millions d'années - Dévonien Nigel voyage dans le temps jusqu'à la cinquième mer la plus meurtrière de tous les temps, durant la période du Dévonien, vers 360 millions d'années, où il est apperçoit par un Stethacanthus et se retrouve plus tard face à un Dunkleosteus. Animaux apparaissant dans la séquence : - Bothriolepis - Stethacanthus - Dunkleosteus.                           |                                                      |              |                                        |
| 02 | Dans les mâchoires de la mort Into the Jaws of Death | Jasper James | Royaume-Uni : 16 novembre 2003 sur BBC |
| Séquence 4 - 36 millions d'années - Éocène - Égypte En quittant le Dévonien, Nigel voyage dans le temps jusqu'à la quatrième mer la plus meurtrière, lors de l'Éocène, vers 36 millions d'années, où il rencontre l'étrange Arsinoitherium, un grand mammifère apparenté aux éléphants. En plongeant dans la mer de Téthys, Nigel rencontre le cétacé primitif Dorudon et l'équipage de The Ancient Mariner utilise des sons de baleine enregistrés pour attirer la baleine primitive prédatric de plus grande taille Basilosaurus. Animaux apparaissant dans la séquence : - Arsinoitherium - Dorudon - Basilosaurus. Séquence 5 - 4 millions d'années - Pliocène inférieur Dans la troisième mer la plus meurtrière, le Pliocène, vers 4 millions d'années, Nigel rencontre le cétacé Odobenocetops et plonge avec un grand requin qui s'avère être un Mégalodon adolescent. Il utilise plus tard la cage à requins arrondie pour plonger avec un Mégalodon ayant l'âge adulte. Animaux apparaissant dans la séquence : - Odobenocetops - Mégalodon - Cétacé non identifiés. |                                                      |              |                                        |
| 03 | De retour..... en enfer? To Hell..... and Back?      | Jasper James | Royaume-Uni : 23 novembre 2003 sur BBC |
| Séquence 6 - 155 millions d'années - Jurassique supérieur Après avoir quitté le Pliocène, Nigel explore la deuxième mer la plus meurtrière, durant le Jurassique, vers 155 millions d'années. Il y rencontre un banc de poisson filtreur géant Leedsichthys et des prédateurs comme le requin Hybodus et le crocodile marin Metriorhynchus. Le prédateur suprême des mers du Jurassique sont des pliosaures géants, que Nigel en éloigne en leur pulvérisant de la putrescine lorsqu'ils s'approchent de lui. Animaux apparaissant dans la séquence : - Leedsichthys - Hybodus - Metriorhynchus - Liopleurodon. Séquence 7 - 75 millions d'années - Crétacé supérieur - Amérique du nord Nigel se rend ensuite dans ce qu'il appelle « l'aquarium de l'enfer », durant le Crétacé, vers 75 millions d'années. Le grand nombre de prédateurs différents présents, y compris les requins, les poissons prédateurs géants Xiphactinus et les mosasaures, fait des mers du Crétacé la plus meurtrière de tous les temps. En plus des prédateurs, Nigel rencontre également une variété d'autres animaux de cette période, tels qu'Hesperornis, le plésiosaure Elasmosaurus, le ptérosaure Pteranodon et la tortue de mer géante Archelon. Animaux apparaissant dans la séquence : - Hesperornis - Pteranodon - Leptolepis - Halisaurus - Tylosaurus - Xiphactinus - Tyrannosaurus rex - Archelon - Elasmosaurus - requin primitif non identifié - Des poissons actuelles sont aussi filmées. |                                                      |              |                                        |

## Réception

### Avis
Écrivant pour The Spectator, Simon Hoggart fait l'éloge pour Les Monstres du fond des mers, le qualifiant de « formidable ». Hoggart loue particulièrement le travail de Marven en tant que présentateur de la série, écrivant qu'il a « l'enthousiasme enfantin de Jamie Oliver, sautant joyeusement par-dessus bord pour trouver des simulations informatiques plus terrifiantes » et que « Marven pourrait bien être lui-même une simulation informatique ». Le seul aspect de la série que Hoggart considère comme un inconvénient est la narration, qu'il trouve « dégoulinante ».
Son frère Paul Hoggart donne à la série une critique négative dans The Times. Bien que ce dernier écrit que les entrées précédentes de la série Sur la terre de... a « malgré quelques voix off douteuses incroyablement et terriblement amusantes », déclare que Les Monstres du fond des mers est « trop court sur les monstres et beaucoup trop long sur Nigel Marven, essayant d'agir « effrayé » alors qu'un d'un calmar géant dans un cornet de glace en synthèse s'approche soi-disant de lui ». Hoggart pense également que l'inclusion d'un présentateur dans la série précédente Sur la terre de nos ancêtres soit « stupide » et écrit à propos de Les Monstres du fond des mers, « pour l'amour du ciel, ne l'habillez pas d'un costume ridicule ».

### Récompenses
En 2004, Les Monstres du fond des mers remporte un BAFTA TV Award pour les meilleurs effets visuels. La série est également nommée pour un VES Award pour les effets visuels exceptionnels dans une série télévisée,. Pour son travail dans Les Monstres du fond des mers et précédemment dans Sur la trace des dinosaures, Nigel Marven est nommé pour un prix du programme de la Royal Television Society pour le meilleur présentateur (factuel).

### Inclusion d'un présentateur

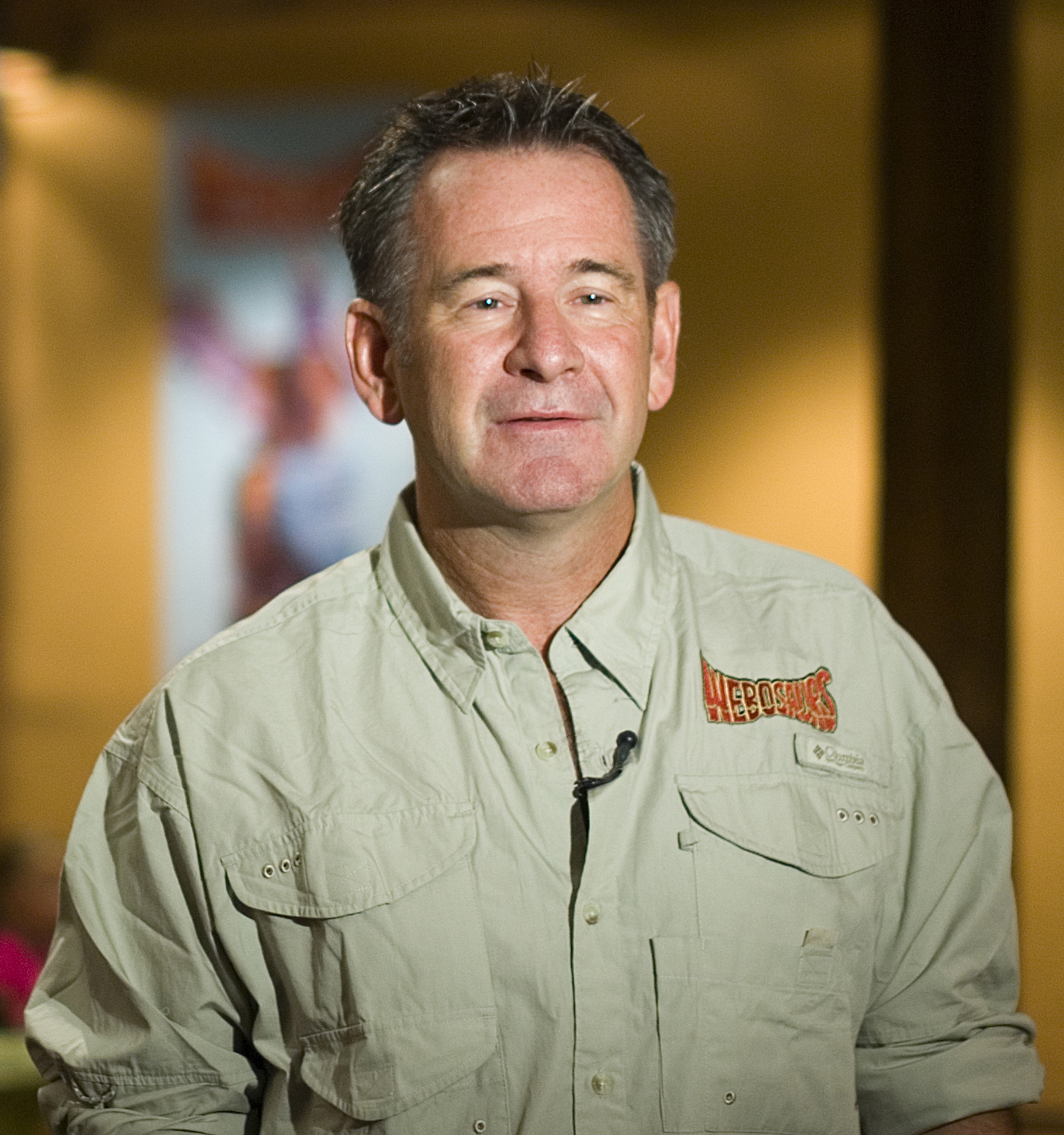
Nigel Marven (présent sur la photo) est nommé pour un prix pour son rôle de présentateur, mais l'accueil réservé à l'inclusion d'un présentateur en premier lieu est mitigé, certains le louant et d'autre le considérant comme une évolution des techniques précédentes dans la franchise Sur la terre de... et d'autres le trouvant condescendant. La discussion n'est pas exclusive qu'à ce long-métrage, et a également lieu sur le rôle des présentateurs dans les documentaires animaliers en général.

L'inclusion d'un présentateur au lieu d'une simple narration est notamment critiqué par le biologiste évolutionnaire Richard Dawkins, qui déclare :

« Je pense que les programmes de Nigel Marven sont affreux, vraiment nuls, c'est comme s'ils pensaient que le public était si stupide qu'il ne pouvait pas profiter du spectacle des animaux eux-mêmes. N'est-ce pas au moins condescendant quand les gens de la télévision supposent, sans leur demander, que leurs auditoires ne peuvent pas faire face à la science à moins que la pilule ne soit recouverte du sucre d'une anecdote personnelle ? »

— Richard Dawkins
Défendant le documentaire, Jasper James ne croit pas que la série serait condescendante, déclarant : 

« Si vous pouvez apprécier le drame d'un programme tout en apprenant quelque chose, alors c'est génial. »

— Jasper James
.
L'inclusion d'un présentateur de la faune dans Les Monstres du fond des mers et dans les épisodes spéciales précédents a été interprétée par le chercheur Vincent Campbell en 2008 comme une évolution des techniques déjà utilisées dans Sur la terre des dinosaures, où certains animaux sont représentés comme affectant la caméra les filmant, comme un Tyrannosaurus rugissant, entraînant la lentille de la caméra recouverte de salive. Campbell déclare que l'apparition de programmes dirigés par des présentateurs sur les animaux préhistoriques pourrait être considérée comme un moyen d'incorporer la manière traditionnelle de représenter les animaux préhistoriques comme des « monstres de cinéma », mais en l'adaptant à un contexte de documentaire sur la nature. Campbell fait également remarquer que les mérites des présentateurs d'une faune dans les documentaires sur la nature sont un sujet plus large au-delà de Les Monstres du fond des mers. Le style de présentation « saisissant les animaux » et énergique utilisé par des présentateurs tels que Marven et Steve Irwin a également été un point de controverse dans les documentaires sur la faune moderne. En 2016, Campbell maintient son évaluation précédente, écrivant que l'inclusion de Marven, comme pour les scènes où les animaux affectent la caméra dans les séries précédentes, sert à renforcer le réalisme du long-métrage. Selon Campbell, les scènes où Marven interagit avec les animaux sont « construites pour correspondre à des scènes similaires dans des films d'histoire naturelle dirigés par des présentateurs du moule de Steve Irwin ».
Comme pour les entrées précédentes dans la série Sur la terre de..., certains scientifiques craignaient que Les Monstres du fond des mers sacrifie la précision scientifique pour le drame et le divertissement. Certaines parties de la série, telles que le comportement d'accouplement des différents animaux, ne peuvent être que des spéculations et des conjectures, mais il n'est pas précisé ce qui est et n'est pas un fait dans le programme lui-même. Dawkins souligne : 

« Dans les programmes passés de Nigel Marven, ils ne donnent au téléspectateur aucune indication de ce qui est connu et de ce qui est conjecture. »

— Richard Dawkins
.
En réponse à de telles craintes, James déclare que rien dans la série n'était dit à moins qu'il n'y ait des preuves pour cela.

## Influence
Les paléontologues citent régulièrement Les Monstres du fond des mers comme source d'inspiration pour leurs carrières. Jack A. Cooper, qui dirige une équipe enquêtant sur la taille corporelle du Mégalodon, publie une étude à ce sujet en 2020 : il cite l'apparition de l'animal dans Les Monstres du fond des mers comme l'inspiration qui l'a poussé à poursuivre une carrière en paléontologie et l'a inspiré à étudier l'ancien requins. Cooper avait six ans au moment où le programme est diffusé pour la première fois et se souvient avoir été à la fois « terrifié et captivé ». À la suite de la publication du journal, Nigel Marven tweet ses félicitations à Cooper
.

## Dans d'autres médias

### Livre d'accompagnement
Jasper James et Nigel Marven ont co-écrit un livre d'accompagnement pour la série, intitulé Sea Monsters: Prehistoric Predators of the Deep (publié aux États-Unis sous le titre Chased by Sea Monsters: Prehistoric Predators of the Deep, aucune traduction française n'étant disponible). Le livre commence par une description du Big Bang, avant de parcourir les sept périodes de temps décrites dans la série, de l'Ordovicien au Pliocène, désignées comme les « sept mers les plus meurtrières de tous les temps ». Chaque chapitre présente des rendus des animaux comme on le voit dans la série et les encadrés contiennent des informations sur chacun des animaux présentés, y compris la façon de prononcer leurs noms, leur classifications, leur taille et leur régime alimentaire.
Dans une critique parue dans The Science Teacher, LaRue Sellers fait l'éloge du livre, écrivant que bien qu'il soit basé sur un programme télévisé, le livre est « à lui seul une source exceptionnelle d'informations sur les prédateurs océaniques de chaque époque géologique ». Les vendeurs concluent que « ce livre ferait un excellent ajout à la bibliothèque de tout enseignant du secondaire » et que « les élèves pourraient l'utiliser comme source de référence, et ils seront certainement captivés par les magnifiques illustrations ». Une critique du livre dans Publishers Weekly le qualifie de « fascinant, quoique peu sophistiqué », accordant beaucoup d'attention à des aspects plus captivants de la vie préhistorique tels que la taille et les dents, et note que « la combinaison de sensationnalisme, de graphismes sinistres et d'exposition scientifique solide du livre est bien jugée pour stimuler les paléontologues en herbe ».

### Exposition

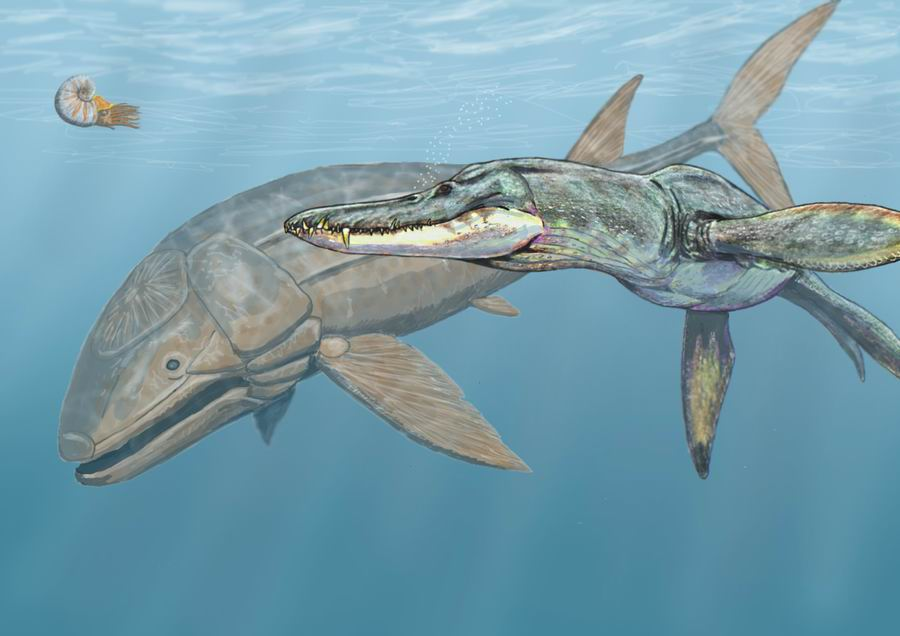
Reconstitution d'un Liopleurodon nageant aux côtés d'un Leedsichthys, ces deux animaux apparaissant dans Les Monstres du fond des mers étaient présentés dans une exposition basée sur cette dernière.

Une exposition basée sur la série, l'exposition Sea Monsters, s'est tenue au Centre international de Bournemouth, dans le comté du Dorset (Angleterre), du 23 juillet au 11 septembre 2011. L'exposition présentait de grands animaux vivant dans les océans actuellement, comme le calmar géant, le grand requin blanc et un requin pèlerin, aux côtés de créatures marines préhistoriques, telles que Liopleurodon et Leedsichthys. En plus des créatures présentées dans la série, l'exposition présentait également des animaux qui ne figurent pas dans la série originale, comme le prédateur du Cambrien Anomalocaris. Les créatures modernes et préhistoriques n'étaient pas présentées uniquement à travers des photographies et des rendus dans Les Monstres du fond des mers, mais aussi sous la forme de modèles grandeur nature, créés par Avalanche Studios, permettant aux visiteurs de les voir à taille réelle. D'autres caractéristiques interactives de l'exposition comprenaient un bac à sable, où les enfants pouvaient creuser pour trouver des fossiles, une station de peinture où les enfants pouvaient peindre leurs propres dinosaures et un grand écran vert où les visiteurs pouvaient se voir à côté de diverses créatures marines préhistoriques. En plus des représentations des créatures marines elles-mêmes, l'exposition comprenait également des informations sur les coulisses de la technologie et des techniques utilisées pour ramener les animaux préhistoriques « à la vie ».